# Andrew Scott Waugh
O Major General Sir Andrew Scott Waugh (3 de fevereiro de 1810 – Londres, 21 de fevereiro de 1878) foi agrimensor e  oficial do exército britânico, agora lembrado como o homem que batizou a montanha mais alta do mundo, o Monte Everest em honra de Sir George Everest, seu antecessor no cargo de topógrafo geral da Índia Britânica.

## Primeiros anos
Waugh nasceu em 1810 e juntou-se aos "Engenheiros de Bengala" para o "Grande Levantamento Topográfico da Índia". Entre as muitas realizações deste trabalho encontra-se a demarcação de territórios britânicos na Índia e a medição da altitude das montanhas gigantes do  Himalaia.

## Carreira
Waugh começou a trabalhar neste projeto como um jovem oficial, em 1832, dois anos após Everest ter sido nomeado inspetor-geral. Quando Everest se aposentou em 1843, Waugh substituiu-o na função e continuou o seu trabalho a partir da área alcançada, o Himalaia.
A grande altitude desta área, combinado com o seu clima imprevisível, fez com que o trabalho se desenvolvesse lentamente e que poucos dados úteis fossem obtidos antes de 1847. Em uma época sem computadores, eram necessários muitos meses para a equipa de computadores humanos calcular, analisar e extrapolar os cálculos trigonométricos envolvidos.
De acordo com relatos da época, corria o ano de 1852 quando um dos principais topógrafos indianos envolvidos, Radhanath Sikdar, veio a Waugh para anunciar que o que tinha sido rotulado como "Pico XV" era o ponto mais alto na região e provavelmente do mundo. Nenhum dos observadores envolvidos tinha sugerido antes que o pico podia ser tão elevado, embora isto seja compreensível, pois  cada um dos seis pontos distintos do qual ele havia sido avistado estava pelo menos 160 km distante dessa montanha.
Para não ter tanta certeza, Waugh não publicou este resultado até ao ano de 1856, quando  propôs que o pico fosse chamado Monte Everest, nomeado-o em homenagem ao seu predecessor.   Esta escolha foi (e ainda é) controversa, porque Everest sempre usou nomes locais para as características físicas observadas na região, uma prática que continuou com Waugh. Mas Waugh afirmou mais tarde que nenhum nome local para a montanha pode ser apurado. e que ele não tinha conhecimento do nome Chomolungma ("Deusa Mãe do Mundo") usado pelos tibetanos.
Embora o próprio Everest fosse um daqueles que se opunham na época,o nome de "Monte Everest" foi adotado oficialmente, alguns anos depois.
Em 1857 a Royal Geographical Society”, em Londres, concedeu-lhe a "Medalha de Patrono" e no ano seguinte foi eleito membro da "Royal Society". Três anos depois, em 1861, alcançou a patente de general de divisão.

## Vida pessoal
Waugh morreu em 1878 e foi enterrado no cemitério de Brompton, no sudoeste de Londres, Inglaterra.
Sua primeira esposa, Lady Waugh, morreu 22 de fevereiro de 1866, aos 42 anos. Sua segunda esposa foi Cecilia Eliza Adelaide, que morreu 9 de fevereiro de 1884.